# Neochori Lykossoura
Neochori Lykossoura  este un oraș în Grecia în Prefectura Arcadia.